# Сабля (приток Нерли)
Са́бля — река в России, протекает по Ярославской и Тверской областям. Устье реки находится в 30 км по правому берегу реки Нерль. Длина реки составляет 78 км, площадь водосборного бассейна — 871 км².
Исток Сабли расположен в Угличском районе Ярославской области, к востоку от деревни Станки. Впадает в Нерль рядом с деревней Устье. Крупнейшие притоки — Кисьма, Волинка, Сольба.

## Данные водного реестра
По данным государственного водного реестра России относится к Верхневолжскому бассейновому округу, водохозяйственный участок реки — Волга от Иваньковского гидроузла до Угличского гидроузла (Угличское водохранилище), речной подбассейн реки — бассейны притоков (Верхней) Волги до Рыбинского водохранилища. Речной бассейн реки — (Верхняя) Волга до Куйбышевского водохранилища (без бассейна Оки).
Код объекта в государственном водном реестре — 08010100812110000004155.